# 돈빌
돈빌(Doanville)은 미국의 주의 하나인 오하이오주의 애선스군에 위치한 미편입지구이다.

## 역사
돈빌이라는 이름의 우체국은 1901년 설립되었으며 1966년까지 운영되었다. 
우체국 외에도 돈빌은 컨트리 스토어(country store)가 하나 있었다.